# Bulbophyllum tokioi
Bulbophyllum tokioi là một loài thực vật thuộc họ Orchidaceae. Đây là loài đặc hữu của Đài Loan (có mặt ở miền bắc và trung hoặc gần Taipei, Hsinchu và Taichung).